# Fujita Soccer Club 1988-1989
Questa voce raccoglie le informazioni riguardanti il Fujita Soccer Club nelle competizioni ufficiali della stagione 1988-1989.

## Stagione
Richiamato Yoshinobu Ishii alla guida tecnica della squadra, il Fujita iniziò la stagione uscendo al secondo turno della Japan Soccer League Cup per mano del Mitsubishi Heavy Industries. In campionato, la squadra navigò nelle posizioni alte della classifica oscillando tra il secondo e il quarto posto finale mentre, in Coppa dell'Imperatore, il Fujita giunse sino alle finali dove incontrò il Nissan Motors, che sconfisse la squadra grazie a due reti segnate nei tempi supplementari.

## Maglie e sponsor
Le maglie, prodotte dall'Asics, sono caratterizzate da una linea obliqua blu con bordo giallo, sormontata da una lettera "F" di colore rosso sull'angolo superiore destro. L'iscrizione Fujita viene spostata sulla parte superiore del lato posteriore.
| Manica sinistra · Maglietta · Maglietta · Manica destra · Pantaloncini · Calzettoni |

## Rosa
| N. |                     | Ruolo | Calciatore         |
| -- | ------------------- | ----- | ------------------ |
| 1  | Giappone (bandiera) | P     | Izumi Yokokawa     |
| 2  | Giappone (bandiera) | D     | Yutaka Ikeuchi     |
| 3  | Giappone (bandiera) | D     | Tsutomu Sonobe     |
| 5  | Giappone (bandiera) | C     | Hiroyuki Sakashita |
| 6  | Giappone (bandiera) | D     | Mitsugu Nomura     |
| 7  | Giappone (bandiera) | C     | Hitoshi Nakata     |
| 8  | Giappone (bandiera) | A     | Satoshi Tezuka     |
| 9  | Giappone (bandiera) | A     | Kōichi Kobayashi   |
| 10 | Giappone (bandiera) | A     | Osamu Taninaka     |
| 11 | Giappone (bandiera) | C     | Masahiko Kuboyama  |
| 12 | Giappone (bandiera) | A     | Masaaki Mori       |
| 13 | Barbados (bandiera) | A     | Peter Hinds        |

| N. |                           | Ruolo | Calciatore        |
| -- | ------------------------- | ----- | ----------------- |
| 16 | Giappone (bandiera)       | D     | Yoshihiro Natsuka |
| 18 | Giappone (bandiera)       | C     | Masahiko Shimoda  |
| 19 | Francia (bandiera)        | D     | Michel Miyazawa   |
| 21 | Giappone (bandiera)       | P     | Nobuyuki Kojima   |
| 22 | Giappone (bandiera)       | A     | Tōru Kamikawa     |
| 23 | Giappone (bandiera)       | C     | Haruo Yuki        |
| 33 | Giappone (bandiera)       | P     | Kiyoto Furushima  |
|    | Inghilterra (bandiera)    | A     | Richie Moran      |
|    | Giappone (bandiera)       | D     | Atsushi Mori      |
|    | non conosciuta (bandiera) | C     | Griffith          |
|    | Giappone (bandiera)       |       | Kenji Ishida      |

## Risultati

### JSL Division 1

#### Girone di andata
| Tokyo 25 settembre 1988 | Fujita | 3 – 0 | Yanmar Diesel |  |

| Yokohama 30 settembre 1988 | ANA | 3 – 3 | Fujita | Mitsuzawa Stadium |

| Tokyo 5 ottobre 1988 | Fujita | 1 – 2 | Nissan Motors |  |

| Osaka 9 ottobre 1988 | Matsushita Electric | 1 – 0 | Fujita |  |

| Tokyo 16 ottobre 1989 | Fujita | 1 – 0 | Honda Motor |  |

| Iwata 23 ottobre 1988 | Yamaha Motors | 0 – 1 | Fujita |  |

| Kashima 29 ottobre 1988 | Fujita | 5 – 0 | Sumitomo Metals |  |

| Tokyo 6 novembre 1988 | Yomiuri | 0 – 2 | Fujita |  |

| Kashima 13 novembre 1988 | Fujita | 2 – 2 | NKK |  |

| Saitama 20 novembre 1988 | Mitsubishi HI | 0 – 1 | Fujita | Urawa Komaba Stadium |

| Tokyo 27 novembre 1988 | Fujita | 4 – 0 | Furukawa Electric |  |

#### Girone di ritorno
| Tokyo 26 febbraio 1989 | Fujita | 0 – 2 | ANA |  |

| Hamamatsu 5 marzo 1989 | Honda Motor | 0 – 1 | Fujita | Honda Soccer Stadium |

| Tokyo 12 marzo 1989 | Fujita | 3 – 0 | Matsushita Electric |  |

| Tokyo 19 marzo 1989 | Fujita | 0 – 2 | Yamaha Motors |  |

| Kashima 26 marzo 1988 | Sumitomo Metals | 2 – 1 | Fujita |  |

| Osaka 2 aprile 1989 | Fujita | 3 – 1 | Yomiuri | Nagai Stadium |

| Kawasaki 9 aprile 1989 | NKK | 0 – 0 | Fujita | Todoroki Stadium |

| Tokyo 16 aprile 1989 | Fujita | 1 – 1 | Mitsubishi HI |  |

| Ichihara 23 aprile 1989 | Furukawa Electric | 2 – 1 | Fujita |  |

| Osaka 26 aprile 1989 | Yanmar Diesel | 1 – 1 | Fujita | Nagai Stadium |

| Yokohama 30 aprile 1989 | Nissan Motors | 1 – 1 | Fujita | Mitsuzawa Stadium |

### Japan Soccer League Cup
| 28 agosto 1988 | Fujitsu | 0 – 3 | Fujita |  |

| Ueno 3 settembre 1988 | Mitsubishi HI | 2 – 1 | Fujita |  |

### Coppa dell'Imperatore
| Kitakyushu 24 dicembre 1988 | Fujita | 1 – 5 | Mitsubishi Chem. Kurosaki |  |

| Kitakyushu 25 dicembre 1988 | Fujita | 7 – 0 | Nippon Steel |  |

| Tokyo 28 dicembre 1988 | Sumitomo Metals | 0 – 2 | Fujita | Nishigaoka Stadium |

| Tokyo 30 dicembre 1988 | Fujita | 2 – 1 | ANA | National Stadium |

| Tokyo 1º gennaio 1989 | Nissan Motors | 3 – 1 (d.t.s.) | Fujita | National Stadium |

## Statistiche

### Statistiche di squadra
| Competizione          | Punti | Totale | Totale | Totale | Totale | Totale | Totale | DR  |
| Competizione          | Punti | G      | V      | N      | P      | Gf     | Gs     | DR  |
| --------------------- | ----- | ------ | ------ | ------ | ------ | ------ | ------ | --- |
| JSL Division 1        | 36    | 22     | 10     | 6      | 6      | 34     | 20     | +14 |
| JSL Cup               | -     | 2      | 1      | 0      | 1      | 3      | 3      | 0   |
| Coppa dell'Imperatore | -     | 5      | 4      | 0      | 1      | 19     | 5      | +14 |
| Totale                | -     | 29     | 15     | 6      | 8      | 56     | 28     | +28 |